# Communauté de communes de Maremne-Adour-Côte-Sud
La communauté de communes de Maremne Adour Côte-Sud (MACS) est une communauté de communes française, située dans le département des Landes et la région Nouvelle-Aquitaine. Elle regroupe 23 communes, et plus de 70 000 habitants. Elle est située sur la côte Atlantique dans le sud-ouest du département des Landes. 

## Historique
Elle a été créée le 21 décembre 2001 pour une prise d'effet au 31 décembre 2001.

## Territoire communautaire

### Géographie
Située au sud-ouest  du département des Landes, la communauté de communes de Maremne-Adour-Côte-Sud regroupe 23 communes et présente une superficie de 603,9 km2.

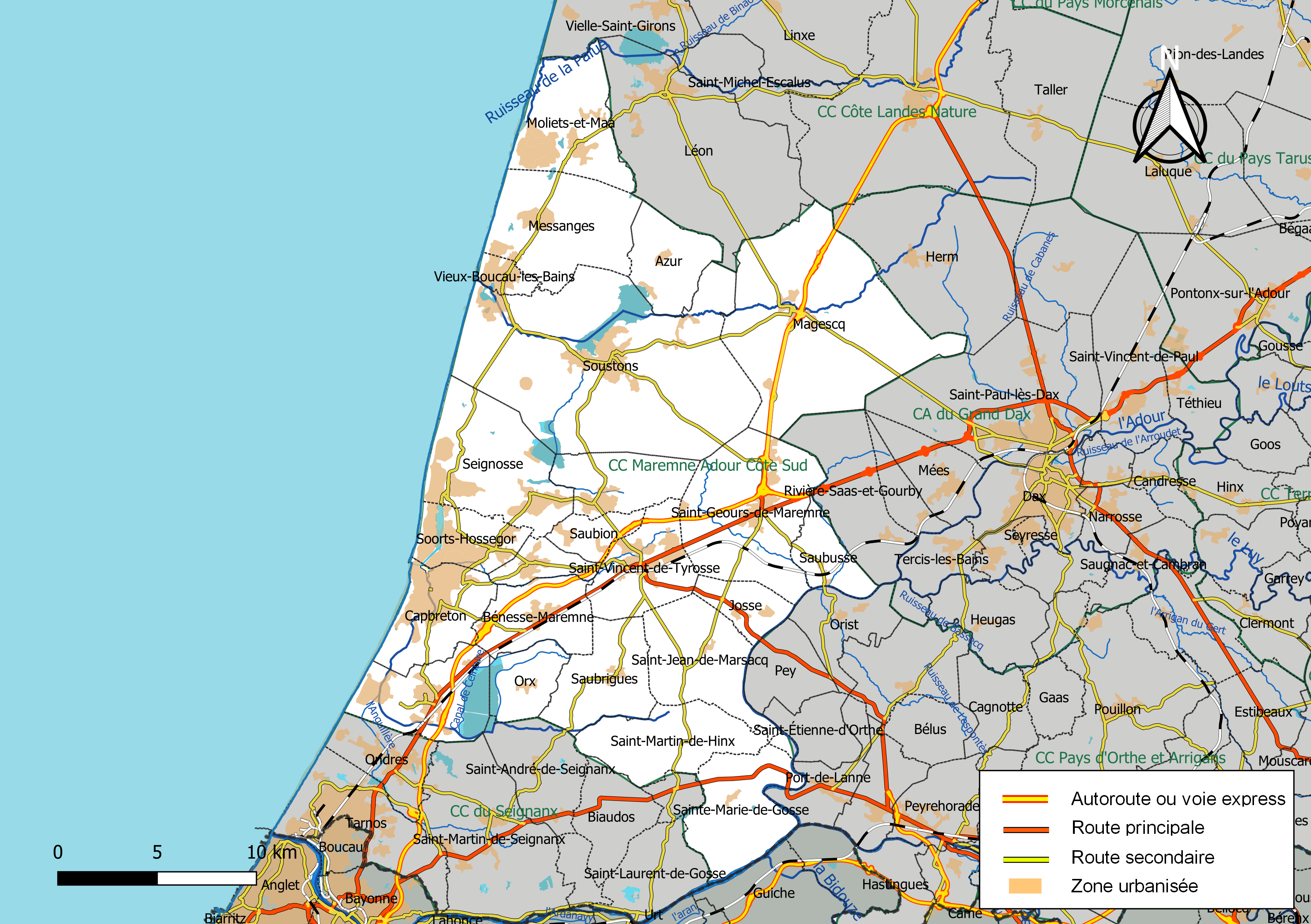
Carte de la communauté de communes de Maremne-Adour-Côte-Sud au 1er janvier 2019.

### Composition

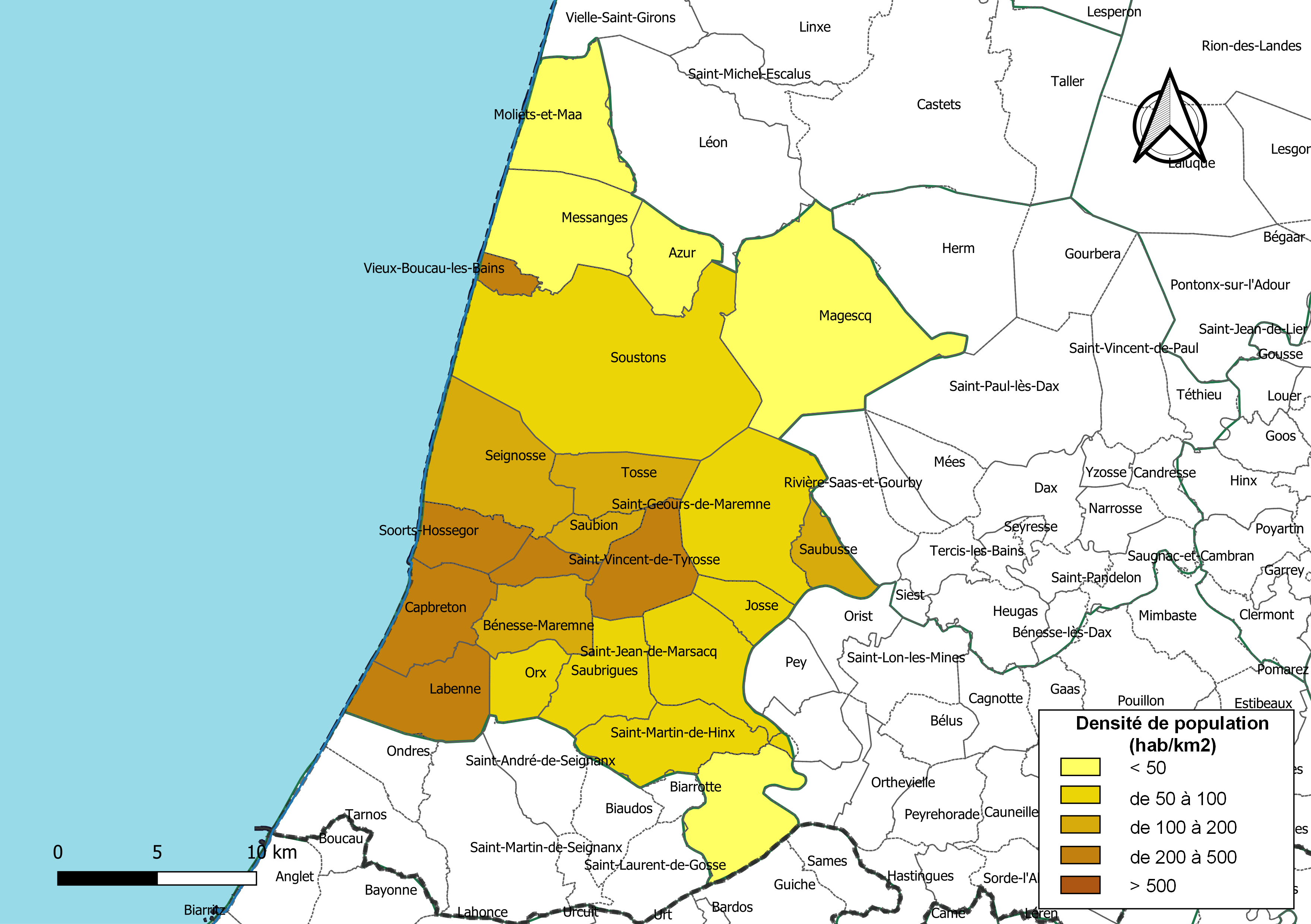
Carte des densités de population (millésimée 2016) des communes de la communauté de communes de Maremne-Adour-Côte-Sud. Composition en communes au 1er janvier 2019.

La communauté de communes est composée des 23 communes suivantes :

| Nom                              | Code Insee | Gentilé         | Superficie (km2) | Population (dernière pop. légale) | Densité (hab./km2) |
| -------------------------------- | ---------- | --------------- | ---------------- | --------------------------------- | ------------------ |
| Saint-Vincent-de-Tyrosse (siège) | 40284      | Tyrossais       | 20,98            | 8 051 (2022)                      | 384                |
| Angresse                         | 40004      | Angressois      | 7,68             | 2 241 (2022)                      | 292                |
| Azur                             | 40021      | Azurien         | 16,94            | 973 (2022)                        | 57                 |
| Bénesse-Maremne                  | 40036      | Bénessois       | 18,69            | 3 733 (2022)                      | 200                |
| Capbreton                        | 40065      | Capbretonnais   | 21,75            | 9 218 (2022)                      | 424                |
| Josse                            | 40129      | Jossais         | 9,48             | 1 003 (2022)                      | 106                |
| Labenne                          | 40133      | Labennais       | 24,48            | 7 095 (2022)                      | 290                |
| Magescq                          | 40168      | Magescquois     | 77,12            | 2 602 (2022)                      | 34                 |
| Messanges                        | 40181      | Massanjòt       | 34               | 1 038 (2022)                      | 31                 |
| Moliets-et-Maa                   | 40187      | Molietsois      | 27,66            | 1 303 (2022)                      | 47                 |
| Orx                              | 40213      | Orxois          | 11,89            | 650 (2022)                        | 55                 |
| Saint-Geours-de-Maremne          | 40261      | Saint-Geoursois | 42,9             | 2 946 (2022)                      | 69                 |
| Saint-Jean-de-Marsacq            | 40264      | Saint-Jeannais  | 26,4             | 1 810 (2022)                      | 69                 |
| Saint-Martin-de-Hinx             | 40272      | Saint-Martinois | 25,48            | 1 749 (2022)                      | 69                 |
| Sainte-Marie-de-Gosse            | 40271      | Mariòt          | 26,54            | 1 228 (2022)                      | 46                 |
| Saubion                          | 40291      | Saubionnais     | 7,8              | 1 806 (2022)                      | 232                |
| Saubrigues                       | 40292      | Saubriguais     | 21,44            | 1 605 (2022)                      | 75                 |
| Saubusse                         | 40293      | Sibusate        | 10,53            | 1 099 (2022)                      | 104                |
| Seignosse                        | 40296      | Seignossais     | 35,09            | 3 914 (2022)                      | 112                |
| Soorts-Hossegor                  | 40304      | Hossegorien     | 14,51            | 3 669 (2022)                      | 253                |
| Soustons                         | 40310      | Soustonnais     | 100,38           | 8 445 (2022)                      | 84                 |
| Tosse                            | 40317      | Tossais         | 17,94            | 3 455 (2022)                      | 193                |
| Vieux-Boucau-les-Bains           | 40328      | Boucalais       | 4,25             | 1 682 (2022)                      | 396                |

### Démographie
| 1968   | 1975   | 1982   | 1990   | 1999   | 2010   | 2015   | 2021   |
| ------ | ------ | ------ | ------ | ------ | ------ | ------ | ------ |
| 27 616 | 30 271 | 32 903 | 37 210 | 44 095 | 57 596 | 63 714 | 70 269 |

## Administration

### Présidence
| Période      | Période      | Identité        | Étiquette | Qualité                       |
| ------------ | ------------ | --------------- | --------- | ----------------------------- |
|              | 2002         | Michel Castets  | PS        |                               |
| 2002         | octobre 2017 | Éric Kerrouche  | PS        | Adjoint au maire de Capbreton |
| octobre 2017 | En cours     | Pierre Froustey | PS        | Maire de Vieux-Boucau         |

### Conseillers
Le conseil communautaire de la communauté de communes se compose de 58 conseillers pour la mandature 2020-2026, répartis comme suit :
| Nombre de conseillers | Communes |
| --------------------- | --- |
| 7                     | Capbreton |
| 6                     | Saint-Vincent-de-Tyrosse, Soustons |
| 5                     | Labenne |
| 3                     | Bénesse-Maremne, Seignosse, Soorts-Hossegor                                                                                                 |
| 2                     | Angresse, Magescq, Saint-Geours-de-Maremne, Saint-Jean-de-Marsacq, Saint-Martin-de-Hinx, Saubion, Saubrigues, Tosse, Vieux-Boucau-les-Bains |
| 1                     | Les 7 communes restantes |